# Colin Russell
Colin Russell, né le 2 juillet 1984 à Oshawa en Ontario, est un nageur canadien. Il a détenu de 2009 à 2010 le record du monde du relais 4 × 200 m nage libre avec ses coéquipiers de l'équipe du Canada.

## Palmarès

### Jeux olympiques
Aux Jeux olympiques de Pékin, Colin Russell participe au 200 m nage libre et aux relais 4 × 100 m et 4 × 200 m nage libre avec l'équipe du Canada. Dans le 200 m, Colin Russel ne parvient pas en finale et prend le 18e temps des demi-finales. Dans les relais, l’équipe du Canada se place respectivement 6e dans le 4 × 100 et 5e dans le 4 × 200.

### Championnats du monde
Aux championnats du monde de natation 2005 à Montréal, Colin Russell remporte avec l’équipe du Canada la médaille d'argent dans le relais 4 × 200 m libre.

### Jeux du Commonwealth
Aux Jeux du Commonwealth de 2006 qui se sont déroulés à Melbourne, Colin Russell remporte avec l’équipe du Canada la médaille de bronze  dans le relais 4 × 100 m nage libre.

## Records

### Record du monde
Lors du British Gas Grand Prix, un meeting qui s'est tenu à Leeds du 6 au 9 août 2009, Colin Russell bat, le 7 août 2009, le record du monde du relais 4 × 200 m nage libre en petit bassin avec ses coéquipiers de l'équipe du Canada, dans un temps de 6 min 51 s 05. Ce record sera battu un an et demi plus tard, le 16 décembre 2010 à Dubaï, par l'équipe de Russie avec un temps de 6 min 49 s 04.
| Épreuve                         | Nageurs                                                     | Temps équipe  | Temps perso                                             | Date        |
| Relais 4 × 200 m nage libre (H) | Colin Russell Stefan Hirniak Brent Hayden Joel Greenshields | 6 min 51 s 05 | 1 min 43 s 60 1 min 43 s 41 1 min 41 s 49 1 min 42 s 55 | 7 août 2009 |

## Meilleurs temps personnels
Les meilleurs temps personnels établis par Colin Russell dans les différentes disciplines sont détaillés ci-après.
| Épreuve          | Bassin | Temps         | Compétition                            | Lieu                | Date             |
| 50 m Libre       | 50 m   | 23 s 05       | Canadian Summer Nationals              | Calgary             | 29 jul 2007      |
| 100 m Libre      | 50 m   | 48 s 92       | Canadian World Championship...         | Montréal            | 9 jul 2009       |
| 200 m Libre      | 50 m   | 1 min 46 s 58 | Jeux olympiques d'été 2008             | Pékin (CHN)         | 10 aou 2008      |
| 400 m Libre      | 50 m   | 3 min 52 s 81 | Championnats du monde 2005             | Montréal            | 10 mai 2005      |
| 800 m Libre      | 50 m   | 8 min 26 s 53 | Mel Zajac Jr International             | Vancouver           | 17 juillet 2005  |
| 50 m Dos         | 50 m   | 30 s 90       | Ajax Sprint Invitational               | Toronto             | 7 avril 2006     |
| 50 m Brasse      | 50 m   | 29 s 44       | Bell Grand Prix                        | Toronto             | 25 novembre 2007 |
| 100 m Brasse     | 50 m   | 1 min 4 s 13  | Division 1 Championships               | Nepean              | 18 avril 2008    |
| 200 m Brasse     | 50 m   | 2 min 29 s 95 | Commonwealth Games Trials              | Winnipeg            | 19 mars 2002     |
| 50 m Papillon    | 50 m   | 25 s 72       | Ajax Sprint Invitational               | Toronto             | 7 avril 2006     |
| 100 m Papillon   | 50 m   | 56 s 05       | Canadian Club Championships            | Winnipeg            | 5 aou 2004       |
| 50 m Libre Laps  | 50 m   | 22 s 62       | Division 1 Team Championships          | Nepean              | 17 avril 2010    |
| 100 m Libre Laps | 50 m   | 48 s 11       | Championnats du monde de natation 2009 | Rome (Italie)       | 26 jul 2009      |
| 200 m Libre Laps | 50 m   | 1 min 47 s 16 | Mutual of Omaha Pan Pacific...         | Irvine (États-Unis) | 19 aou 2010      |

| Épreuve          | Bassin | Temps         | Compétition                      | Lieu                  | Date             |
| 50 m Libre       | 25 m   | 21 s 73       | Swimming Championships           | Toronto               | 19 février 2010  |
| 100 m Libre      | 25 m   | 46 s 94       | Canadian Spring Nationals        | Toronto               | 12 mars 2009     |
| 200 m Libre      | 25 m   | 1 min 42 s 87 | Canadian Spring Nationals        | Toronto               | 11 mars 2009     |
| 400 m Libre      | 25 m   | 3 min 46 s 18 | NCAA Championships               | New York (États-Unis) | 25 mars 2004     |
| 800 m Libre      | 25 m   | 8 min 18 s 71 | Ontario Short Course...          | Toronto               | 13 janvier 2006  |
| 1 500 m Libre    | 25 m   | 15 s 38       | Huronia Regional Short Course    | Base Borden           | 6 décembre 2002  |
| 50 m Dos         | 25 m   | 28 s 36       | Hall of Fame Meet                | Courtice              | 13 oct 2007      |
| 100 m Dos        | 25 m   | 1 min 2 s 98  | Huronia Regional Short Course    | Base Borden           | 6 décembre 2002  |
| 50 m Brasse      | 25 m   | 27 s 63       | Canadian Interuniversity         | Vancouver             | 19 février 2009  |
| 100 m Brasse     | 25 m   | 1 min 2 s 85  | Speedo Youth & Junior Nationals  | Nepean                | 21 février 2002  |
| 200 m Brasse     | 25 m   | 2 min 18 s 30 | Speedo Youth & Junior Nationals  | Nepean                | 21 février 2002  |
| 100 m Papillon   | 25 m   | 57 s 74       | Huronia Regional Short Course    | Base Borden           | 6 décembre 2002  |
| 200 m Papillon   | 25 m   | 2 min 7 s 37  | Swim International               | Brantford             | 8 novembre 2002  |
| 200 m 4 Nages    | 25 m   | 2 min 10 s 06 | Huronia Regional Short Course    | Base Borden           | 6 décembre 2002  |
| 400 m 4 Nages    | 25 m   | 4 min 51 s 20 | Huronia Regional Short Course    | Peterborough          | 7 décembre 2001  |
| 50 m Libre Laps  | 25 m   | 21 s 81       | University Challenge Cup         | Toronto               | 26 novembre 2009 |
| 100 m Libre Laps | 25 m   | 46 s 50       | Canadian Interuniversity         | Vancouver             | 19 février 2009  |
| 200 m Libre Laps | 25 m   | 1 min 42 s 89 | Canadian Interuniversity         | Vancouver             | 19 février 2009  |
| 50 m Brasse Laps | 25 m   | 26 s 95       | University of Toronto vs Western | Toronto               | 25 octobre 2008  |